# Jacoby Ellsbury
Jacoby McCabe Ellsbury, född den 11 september 1983 i Madras i Oregon, är en amerikansk professionell basebollspelare som är free agent. Han spelade senast för New York Yankees i Major League Baseball (MLB). Ellsbury är centerfielder.
Ellsbury hade sin storhetstid under slutet av 2000-talet och början av 2010-talet när han spelade för Boston Red Sox, med vilken klubb han vann World Series 2007 och 2013. Hans bästa säsong individuellt var 2011 då han togs ut till MLB:s all star-match och satte personliga rekord i bland annat homeruns (32), RBI:s (inslagna poäng) (105) och slugging % (0,552). Han var vidare bäst i American League i total bases (364) och extra-base hits (83). Han belönades med Silver Slugger Award, Gold Glove Award och Comeback Player of the Year Award den säsongen. Vidare har han tre gånger (2008–2009 och 2013) lett American League i stulna baser.
Ellsbury är medlem av navajostammen och anses vara den första ur stammen att spela i MLB.

## Uppväxt
Ellsbury bodde under uppväxten på ett indianreservat innan familjen flyttade till Madras när han gick i förskola. Han växte upp som medlem av Jesu Kristi Kyrka av Sista Dagars Heliga.

## Karriär

### High school och college
Ellsbury gick på Madras High School där han inte bara spelade baseboll utan även ägnade sig åt friidrott, amerikansk fotboll och basket. Efter high school draftades han av Tampa Bay Devil Rays i 23:e omgången, men valde att inte skriva på utan studera vid Oregon State University i stället. Under tre säsonger för Oregon State Beavers var hans slaggenomsnitt 0,365 och han hade 16 homeruns och 101 RBI:s på 160 matcher. Under den sista av dessa säsonger gick laget till College World Series och Ellsbury utsågs till delad årets spelare i Pac-10 Conference.

### Major League Baseball

#### Boston Red Sox
Efter college draftades Ellsbury igen 2005, denna gång av Boston Red Sox och nu i första omgången som nummer 23 totalt. Redan samma år gjorde han proffsdebut för Lowell Spinners, Red Sox farmarklubb i New York-Penn League (Short season A), där han på 35 matcher hade ett slaggenomsnitt på 0,317, en homerun, 19 RBI:s och 23 stulna baser.

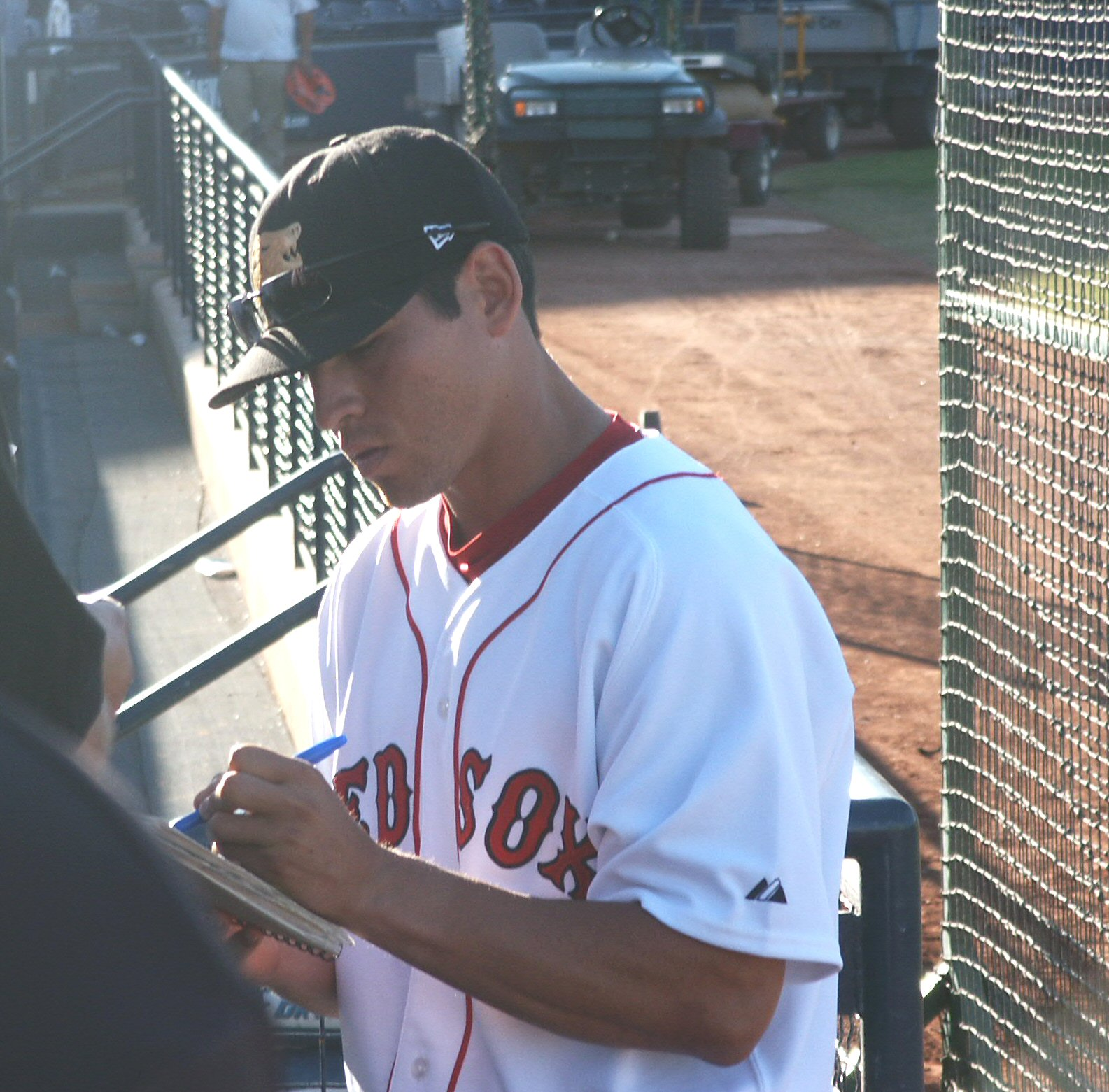
Ellsbury när han spelade i Arizona Fall League 2006.

Inför Ellsburys andra säsong som proffs 2006 rankades han av Baseball America som Red Sox sjätte bästa unga talang och han levde upp till förväntningarna med en fin säsong. Han inledde den för Wilmington Blue Rocks i Carolina League (Advanced A), där han togs ut till ligans all star-match och hade ett slaggenomsnitt på 0,299, fyra homeruns, 32 RBI:s och 25 stulna baser på 61 matcher innan han flyttades upp till Portland Sea Dogs i Eastern League (AA). Där spelade han ytterligare 50 matcher med ett slaggenomsnitt på 0,308, tre homeruns, 19 RBI:s och 16 stulna baser. I mitten av augusti utsågs han till veckans spelare i ligan. Portland blev ligamästare den säsongen. Hans 41 stulna baser var flest av alla Red Sox farmarklubbsspelare. På hösten spelade han i Arizona Fall League.
Inför 2007 hade Ellsbury avancerat till att vara Red Sox bästa unga talang enligt Baseball America och enligt samma tidning var han 33:a i det avseendet i hela MLB. Han bjöds in till Red Sox försäsongsträning (spring training), men fick inleda säsongen där han avslutade den föregående – för Portland Sea Dogs. Där utsågs han till månadens spelare i ligan i april, då han hade ett slaggenomsnitt på 0,455, högst i hela Minor League Baseball. I början av maj belönades han med en uppflyttning till Bostons högsta farmarklubb Pawtucket Red Sox i International League (AAA). I slutet av juni kallades han så upp till moderklubben och fick göra sin MLB-debut den 30 juni. Efter bara sex matcher fick han återvända till Pawtucket och han deltog strax därefter i Futures Game, en match mellan de främsta talangerna i Minor League Baseball som spelas i samband med MLB:s all star-match. I mitten av augusti kallades han upp igen, dock bara för en match. I september kallades Ellsbury upp till Boston för tredje gången under säsongen och han utsågs till den månadens bästa rookie i American League (AL) efter att ha haft ett slaggenomsnitt på 0,361, tre homeruns, 17 RBI:s och åtta stulna baser. Totalt under grundserien för Boston hade Ellsbury ett slaggenomsnitt på 0,353, tre homeruns och 18 RBI:s på 33 matcher och totalt i farmarligorna var motsvarande siffror 0,323, två homeruns och 41 RBI:s på 104 matcher. För andra året i rad var han bäst av Red Sox alla farmarklubbsspelare med 41 stulna baser.
I slutspelet fick inte Ellsbury så mycket speltid förrän i World Series, men där spelade han mycket bra och var en bidragande orsak till att Boston vann över Colorado Rockies med 4–0 i matcher. I match 3 hade han fyra hits på fem at bats, varav tre doubles, och det var bara tredje gången i World Series-historien som en rookie hade fyra hits i en match. Totalt i World Series var hans slaggenomsnitt hela 0,438.
Ellsbury rankades av Baseball America som den 13:e bästa unga talangen i MLB inför 2008 års säsong och för första gången tog han en plats i Red Sox initiala spelartrupp för säsongen. Han etablerade sig som Bostons ordinarie leadoff hitter. Efter 25 raka lyckade försök att stjäla en bas sedan hans MLB-karriär startade föregående säsong blev han till slut bränd när han försökte stjäla den 26:e i en match i mitten av maj. Han var då bara två stulna baser från rekordet i antal lyckade försök i rad att stjäla en bas från inledningen av karriären. Redan i mitten av juni satte han ett nytt rookie-klubbrekord för Red Sox (han hade så få at bats 2007 att han fortfarande räknades som en rookie 2008) när han stal sin 32:a bas för säsongen. Rekordet han slog var 100 år gammalt. Under grundserien spelade han 145 matcher och stal totalt 50 baser, flest i AL och tredje flest i Red Sox historia. I 14 matcher stal han mer än en bas, vilket var ett nytt klubbrekord och delat flest i MLB den säsongen. Hans slaggenomsnitt var 0,280, han slog nio homeruns och hade 47 RBI:s. Bland rookies i MLB var han bäst avseende bland annat poäng (98) och stulna baser och bland rookies i AL var han även bäst avseende hits (155). Defensivt hade han inte en enda error på 336 chances och blev därmed den första rookie-outfieldern i MLB:s historia, med tillräckligt många chances för att räknas, som hade en fielding % på 1,000.
Ellsbury inledde slutspelet bra i American League Division Series (ALDS) mot Los Angeles Angels of Anaheim, där han bland annat slog en trepoängs-single, något som aldrig hänt tidigare i MLB:s slutspelshistoria. I nästa omgång, American League Championship Series (ALCS) mot Tampa Bay Rays, hade han dock inga hits på sina första 14 at bats och blev därefter bänkad. Red Sox förlorade matchserien med 3–4 i matcher. Ellsbury kom efter säsongen trea i omröstningen till Rookie of the Year Award i AL efter Evan Longoria och Alexei Ramírez.

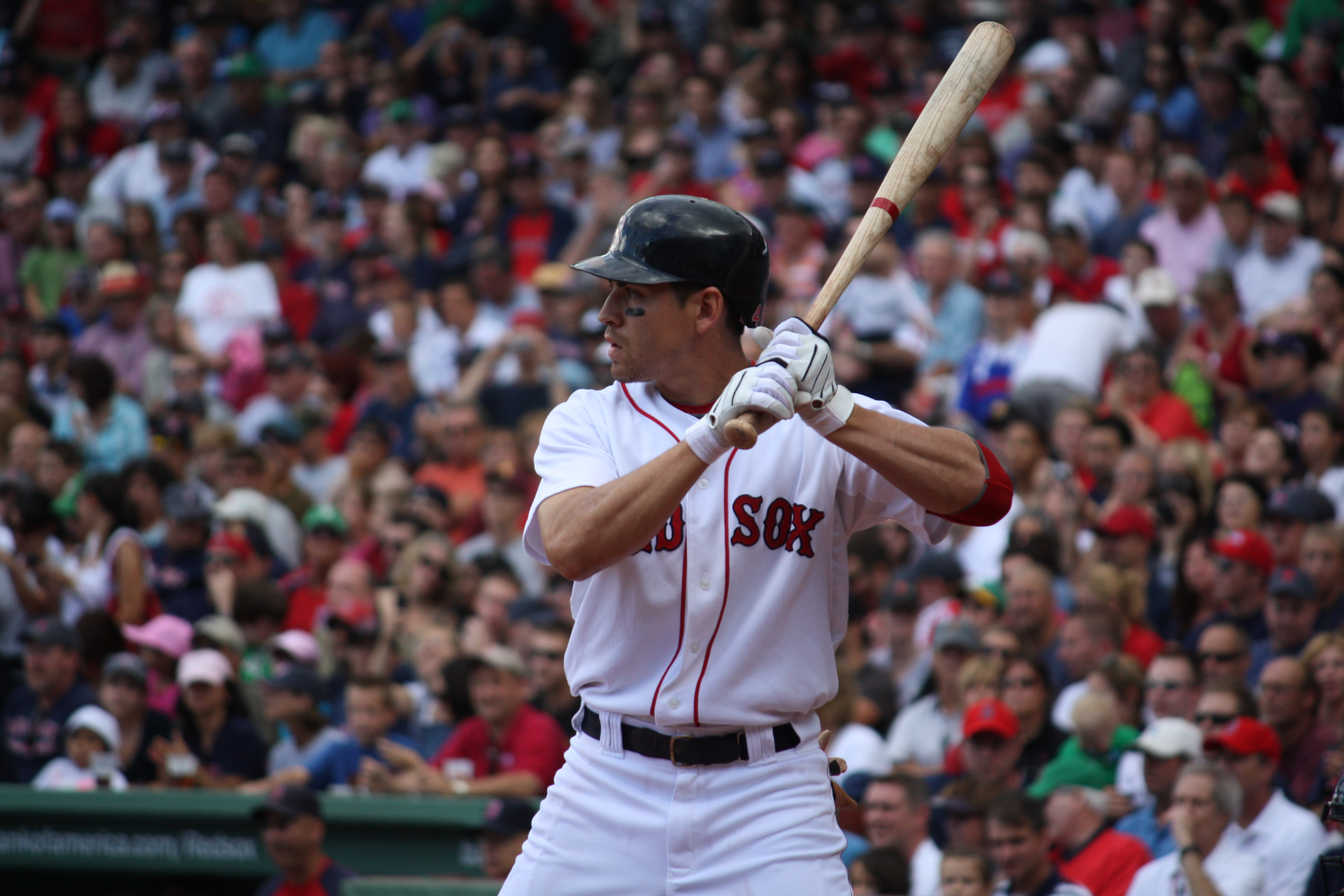
Ellsbury under en match i september 2009.

Under början av 2009 års säsong fortsatte Ellsbury att spela fläckfritt defensivt och satte nya klubbrekord i antal raka grundseriematcher och chances utan en error av en outfielder (232 respektive 554) innan han till slut gjorde sin första error i MLB-karriären den 17 juni. Dessförinnan hade han även hunnit med att tangera ett MLB-rekord för outfielders genom att ha tolv putouts (bränningar) i en nioinningsmatch den 20 maj, något som bara hänt två gånger tidigare. Han fortsatte även att stjäla baser och nådde hela 70 stycken under grundserien, flest i hela MLB och nytt klubbrekord (det gamla var 54). Bland annat stal han hemplattan (en så kallad straight steal of home) i en match mot ärkerivalen New York Yankees den 26 april, något som uppmärksammades stort. Han var den första Red Sox-spelaren att lyckas med detta på 15 år. Vidare hade han delat flest triples i AL (tio). Slaggenomsnittet var 0,301 och han hade åtta homeruns och 60 RBI:s på 153 matcher. Bara sju spelare i AL-historien hade tidigare lyckats nå minst 70 stulna baser och ett slaggenomsnitt på minst 0,300 under samma säsong. Han belönades för sitt defensiva spel med att utses till Defensive Player of the Year på This Year in Baseball Awards på MLB.com. Boston gick till slutspel igen, men åkte ut direkt i ALDS mot Los Angeles Angels of Anaheim.
När 2010 års säsong började flyttades Ellsbury till positionen som leftfielder när veteranen Mike Cameron tog över som centerfielder. Redan den 11 april, i säsongens sjätte match, skadade han sig i revbenen när han krockade med tredjebasmannen Adrián Beltré i jakt på en lyra. Efter några dagar placerades han på skadelistan, men det var först efter ett tag som det visade sig att fyra revben var brutna. Efter drygt en månad var han tillbaka i spel, men efter bara tre rehabmatcher i farmarligorna och tre matcher i MLB placerades han ånyo på skadelistan. Först därefter upptäcktes ytterligare ett brutet revben och han åkte till Arizona för att få behandling. Efter ytterligare några rehabmatcher gjorde han ett nytt comebackförsök i början av augusti, men det varade bara i nio matcher innan han skadade revbenen igen. Dessförinnan hann han dock med att tangera ett klubbrekord genom att stjäla fyra baser i samma match den 9 augusti. Han kunde inte återkomma i spel den säsongen och det blev därför bara 18 matcher för Ellsbury med ett slaggenomsnitt på 0,192, inga homeruns, fem RBI:s och sju stulna baser.

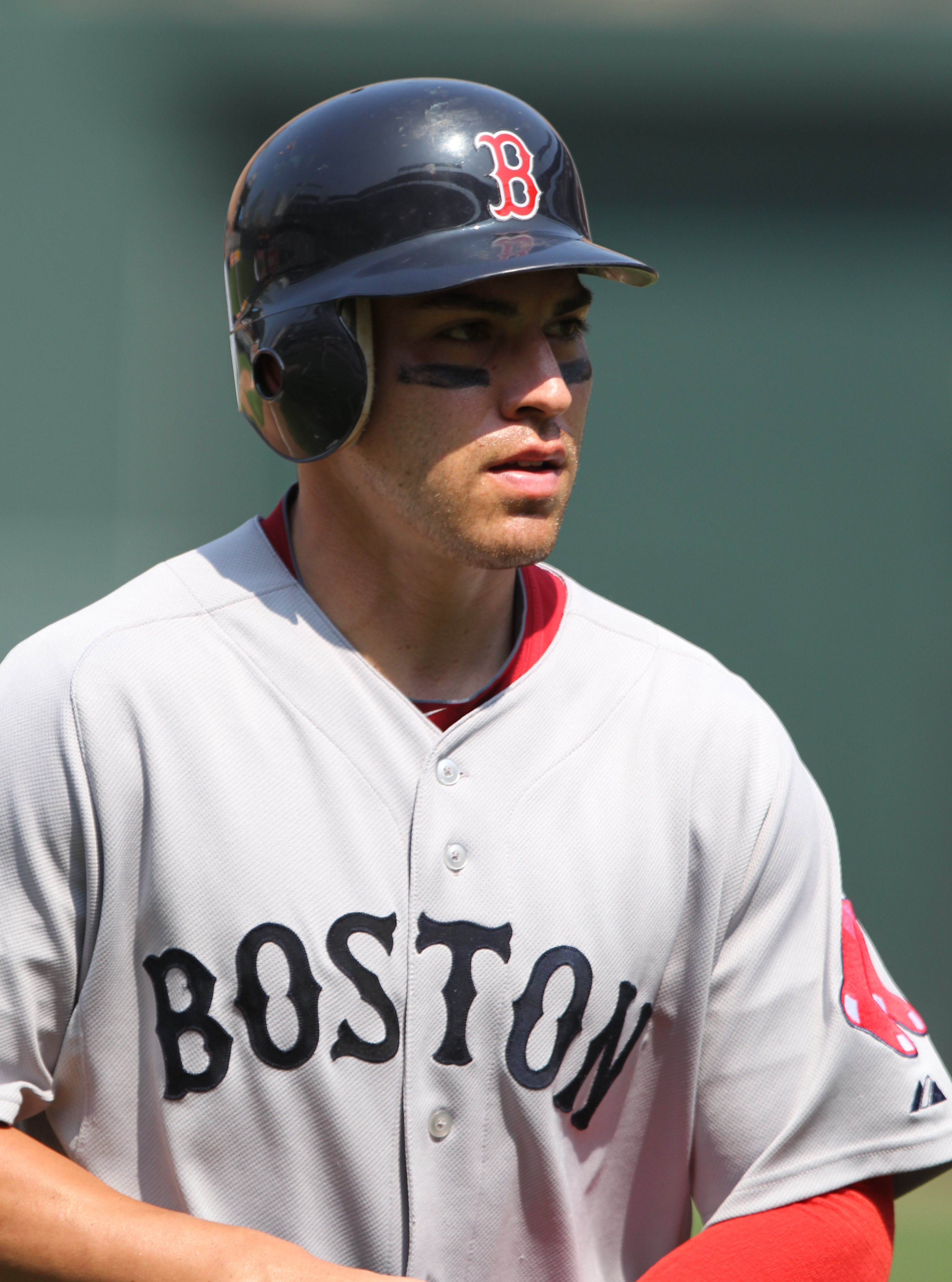
Ellsbury under 2011 års säsong, hans bästa under karriären.

2011 var Ellsbury skadefri och hade en fantastisk säsong som bland annat innefattade hans första all star-match. Han satte personliga rekord i snart sagt alla offensiva statistikkategorier, såsom slaggenomsnitt (0,321) (noteringen 0,353 från 2007 räknas inte på grund av för litet speltid), homeruns (32), RBI:s (105), hits (212), poäng (119), doubles (46), extra-base hits (83), total bases (364), on-base % (0,376) och slugging % (0,552). Antalet extra-base hits och total bases var bäst i hela MLB och han var trea i AL i hits, poäng och doubles. Bara tre spelare i MLB:s historia hade tidigare haft en säsong med minst 200 hits, 100 RBI:s, 35 stulna baser och 30 homeruns och det var också bara tre spelare som tidigare hade haft minst 45 doubles, 30 homeruns och 35 stulna baser. Med 32 homeruns och 39 stulna baser blev han den första Red Sox-spelaren någonsin att bli medlem av den så kallade "30–30-klubben" och det var 16:e gången som en spelare i AL gick i land med den prestationen. Han blev också Red Sox första leadoff hitter att nå 30 homeruns och 100 RBI:s. I mitten av juni utsågs han för första gången i karriären till Player of the Week i AL efter att ha haft ett slaggenomsnitt på 0,467, tre doubles, en homerun, fyra RBI:s och tio poäng. Den 6 augusti satte han personligt rekord med sex RBI:s i samma match. Defensivt hade han inga errors på 394 chances. Efter säsongen belönades han med sin första Silver Slugger Award, som en av de tre bästa offensiva outfielders i AL, och sin första Gold Glove Award, som den bästa defensiva centerfieldern i AL. Han och lagkamraten Adrián González var de enda två spelarna i AL som vann både en Silver Slugger Award och en Gold Glove Award 2011. Vidare vann Ellsbury AL:s Comeback Player of the Year Award, och i omröstningen till ligans Most Valuable Player (MVP) Award kom han tvåa efter pitchern Justin Verlander.
Precis som 2010 skadade Ellsbury sig i säsongsinledningen 2012. I säsongens sjunde match den 13 april skadade han ena axeln när en motståndare föll på den när Ellsbury låg ned. Först tre månader senare var han redo för comeback efter åtta rehabmatcher i farmarligorna. Han nådde inte upp till den nivå han höll 2011 utan slutade säsongen med ett slaggenomsnitt på 0,271, fyra homeruns, 26 RBI:s och 14 stulna baser på 74 matcher.

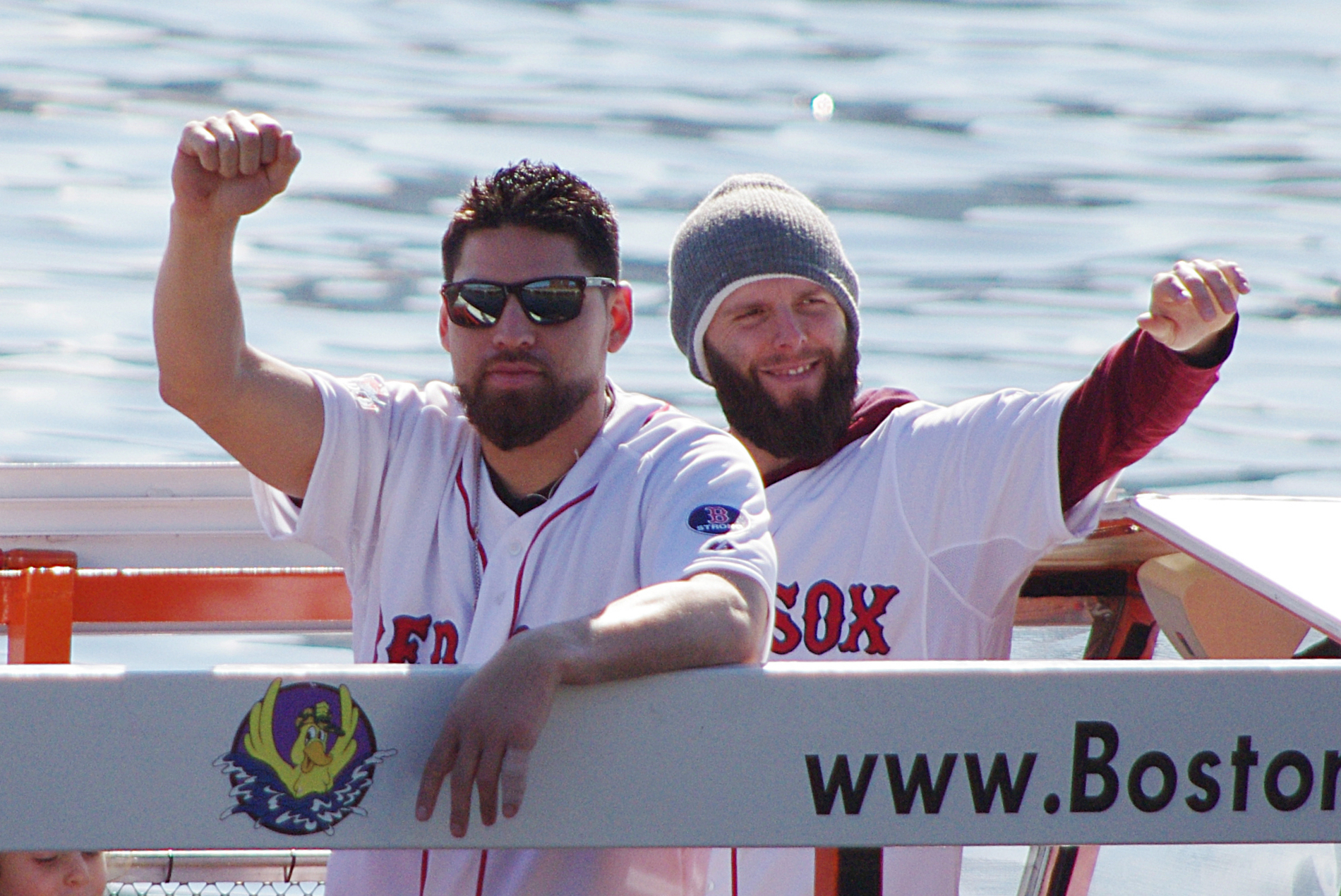
Ellsbury (till vänster) och Dustin Pedroia under segerparaden efter Red Sox World Series-triumf 2013.

Ellsbury spelade 134 matcher i grundserien 2013 med ett slaggenomsnitt på 0,298, nio homeruns, 53 RBI:s och 52 stulna baser. Den sistnämnda noteringen var bäst i hela MLB och hans andel lyckade försök att stjäla en bas (92,9 % – 52 stulna baser på 56 försök) var den högsta hos spelare med minst 50 stulna baser sedan MLB officiellt började protokollföra misslyckade försök 1951. Han satte ett nytt klubbrekord med fem stulna baser i samma match den 30 maj och han stal minst en bas i sex raka matcher mellan den 8 och 13 juni, det högsta antalet av en Red Sox-spelare på 100 år. I slutet av augusti slog han en boll rakt ned på höger fot och även om han spelade vidare i några matcher efter det så visade det sig i början av september att han hade en liten fraktur i foten och han hamnade då på skadelistan. Han hann precis göra comeback innan grundserien avslutades.
Boston gick till slutspel och Ellsbury spelade bra. I ALDS mot Tampa Bay Rays hade han ett slaggenomsnitt på 0,500, gjorde sju poäng och stal fyra baser och i ALCS mot Detroit Tigers var hans slaggenomsnitt 0,318. I World Series mot St. Louis Cardinals var han inte lika framträdande (0,250, fyra poäng), men Red Sox stod till slut som segrare med 4–2 i matcher. Han hade flest hits (22) och poäng (14) av alla i slutspelet. Efter World Series blev Ellsbury free agent för första gången och det spekulerades i om han skulle stanna i Boston eller skriva på för någon annan klubb.

#### New York Yankees

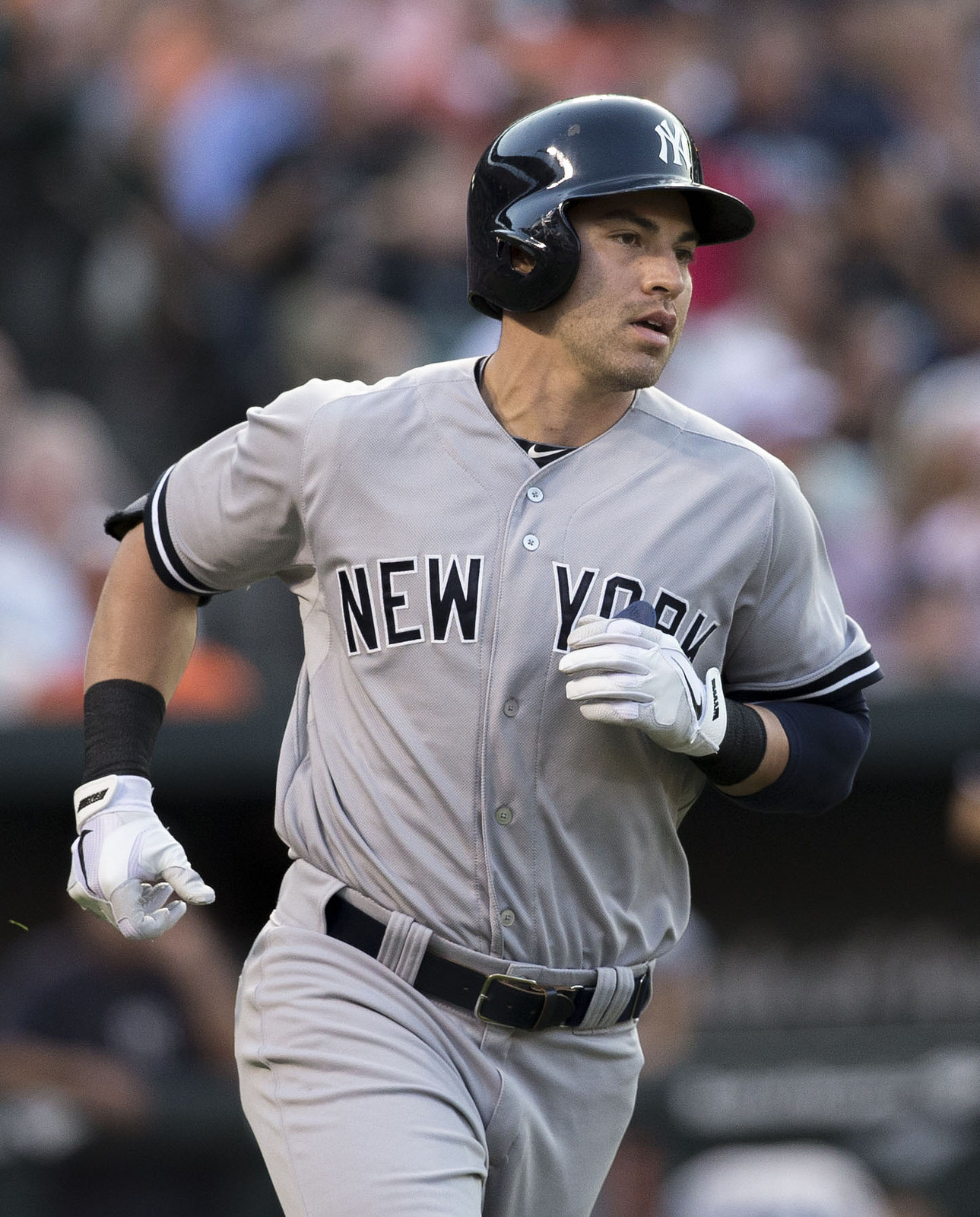
Ellsbury under den första säsongen med New York Yankees.

I december 2013 skrev Ellsbury på för Bostons ärkerival New York Yankees. Kontraktet löpte över sju år, till och med 2020, och var värt 148 miljoner dollar. Det innehöll även en möjlighet för Yankees att förlänga kontraktet ytterligare ett år för 21 miljoner dollar och Ellsbury var garanterad fem miljoner dollar om Yankees valde att inte utnyttja den möjligheten.
Övergången till Yankees ledde till upprörda känslor hos många Red Sox-fans och när han för första gången kom till Fenway Park som en Yankee blev han utbuad av publiken. I slutet av augusti utsågs han för andra gången i karriären till Player of the Week i AL efter att ha presterat ett slaggenomsnitt på 0,522, fyra homeruns, nio RBI:s, sex poäng och två stulna baser. Han missade några matcher i säsongsavslutningen med en hamstringskada. Under den första säsongen med Yankees spelade han totalt 149 matcher och hade ett slaggenomsnitt på 0,271, 16 homeruns, 70 RBI:s och 39 stulna baser. Han hade flest hits (156), doubles (27) och stulna baser i klubben.
Ellsbury inledde 2015 bra och hade ett slaggenomsnitt på 0,324, en on-base % på 0,412, 29 poäng och 14 stulna baser när han skadade knät i en match den 19 maj. Han missade 43 matcher innan han var åter i spel i juli, men spelade mycket sämre efter återkomsten. Han stal också färre baser än vanligt – mellan den 17 maj och den 17 augusti spelade han 34 raka matcher utan att stjäla en bas, flest dittills i karriären. En udda händelse var att han i en match den 28 juli blev den första spelaren i MLB:s historia att komma ut på bas två gånger i samma match via catcher's interference begångna av två olika catchers. Vid grundseriens slut hade han sänkt sitt slaggenomsnitt till 0,257 och totalt kom han upp i sju homeruns, 33 RBI:s och 21 stulna baser på 111 matcher. Han bänkades av tränaren Joe Girardi i slutspelets första omgång American League Wild Card Game, ALWC, mot Houston Astros, som Yankees förlorade med 0–3.
Den 22 april 2016 kopierade Ellsbury sin bedrift från 2009 när han gjorde en straight steal of home i en match mot Tampa Bay Rays. Ingen Yankee hade gjort en sådan sedan Derek Jeter 2001. Han spelade sin 1 000:e MLB-match den 4 maj. Den 19 juli satte han ett nytt MLB-rekord genom att komma ut på bas via catcher's interference för nionde gången under säsongen och när säsongen var över hade han höjt rekordet till tolv. Ellsbury deltog i 148 matcher under säsongen och underpresterade igen genom att ha ett slaggenomsnitt på 0,263 med nio homeruns, 56 RBI:s och 20 stulna baser.

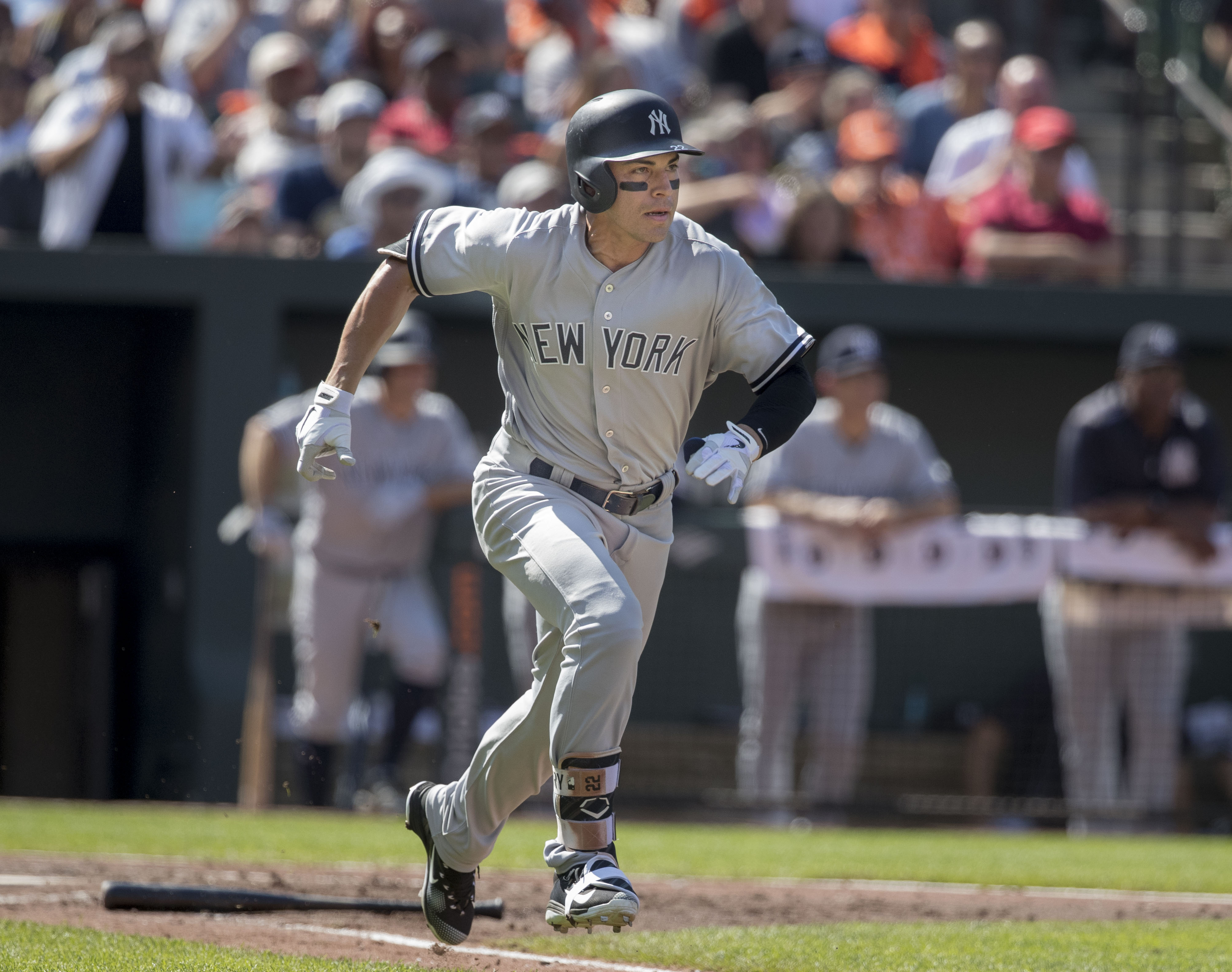
Ellsbury i september 2017.

Ellsbury slog sin 100:e homerun i grundserien, tillika hans första grand slam homerun, i en match den 28 april 2017 mot Baltimore Orioles. Bara en spelare i MLB-historien (Bryce Harper) hade tidigare slagit sin första grand slam när han slog sin 100:e homerun. En knapp månad senare ådrog han sig en hjärnskakning när han sprang in i den vadderade outfield-muren samtidigt som han fångade en lyra och det tog drygt en månad innan han var redo för comeback. Efter det spelade han sämre och var tidvis förpassad till avbytarbänken. På hans 34:e födelsedag den 11 september satte han ett nytt MLB-rekord med sin 30:e catcher's interference under karriären. Det tidigare rekordet innehades av Pete Rose. I grundserien, på 112 matcher, var Ellsburys slaggenomsnitt 0,264 och han hade sju homeruns, 39 RBI:s och 22 stulna baser.
I slutspelet fick Ellsbury finna sig i att vara designated hitter, men efter noll hits på åtta at bats sammanlagt i ALWC och ALDS fick han bara göra två korta inhopp i ALCS, som Yankees förlorade mot Houston Astros med 3–4 i matcher.
2018 blev ett förlorat år för Ellsbury då han inte spelade en enda match. Redan under försäsongsträningen skadade han sig i bukmuskulaturen och strax därefter i höften. Han försökte komma tillbaka i spel, men tvingades till slut genomgå en höftoperation i början av augusti med en beräknad konvalescenstid om sex månader.
Inte heller 2019 kunde Ellsbury spela några matcher alls då han återigen var skadad. Från början var det plantarfasciit som förhindrade honom från att spela, men senare fick han även problem med ena axeln. I början av september stod det klart att han skulle missa sin andra raka säsong.

#### Free agent
I november 2019 gjorde sig Yankees av med Ellsbury trots att klubben var skyldig honom 21 miljoner dollar för 2020 och ytterligare fem miljoner dollar för att inte förlänga kontraktet ett år till. En del ansåg att hans kontrakt var ett av de sämsta i Yankees historia. I samma veva framkom uppgifter som gjorde gällande att klubben inte tänkte betala pengarna man var skyldig honom, och eventuellt även kräva tillbaka en del som man redan betalat, eftersom man menade att han under flera år fått behandling hos en extern klinik utan deras tillåtelse. Spelarfacket MLBPA motsatte sig detta och tvisten hänsköts till en skiljedomare.

## Statistik

### Major League Baseball

#### Grundserien
| År             | Klubb          | G      | PA     | AB     | R      | H      | XBH    | TB     | 2B     | 3B     | HR     | RBI    | BB     | IBB    | SO     | HBP    | SB     | CS     | AVG    | OBP    | SLG    | OPS    |
| -------------- | -------------- | ------ | ------ | ------ | ------ | ------ | ------ | ------ | ------ | ------ | ------ | ------ | ------ | ------ | ------ | ------ | ------ | ------ | ------ | ------ | ------ | ------ |
| 2007           | BOS            | 33     | 127    | 116    | 20     | 41     | 11     | 59     | 7      | 1      | 3      | 18     | 8      | 0      | 15     | 1      | 9      | 0      | 0,353  | 0,394  | 0,509  | 0,902  |
| 2008           | BOS            | 145    | 609    | 554    | 98     | 155    | 38     | 218    | 22     | 7      | 9      | 47     | 41     | 2      | 80     | 7      | 50     | 11     | 0,280  | 0,336  | 0,394  | 0,729  |
| 2009           | BOS            | 153    | 693    | 624    | 94     | 188    | 45     | 259    | 27     | 10     | 8      | 60     | 49     | 3      | 74     | 6      | 70     | 12     | 0,301  | 0,355  | 0,415  | 0,770  |
| 2010           | BOS            | 18     | 84     | 78     | 10     | 15     | 4      | 19     | 4      | 0      | 0      | 5      | 4      | 0      | 9      | 1      | 7      | 1      | 0,192  | 0,241  | 0,244  | 0,485  |
| 2011           | BOS            | 158    | 732    | 660    | 119    | 212    | 83     | 364    | 46     | 5      | 32     | 105    | 52     | 1      | 98     | 9      | 39     | 15     | 0,321  | 0,376  | 0,552  | 0,928  |
| 2012           | BOS            | 74     | 323    | 303    | 43     | 82     | 22     | 112    | 18     | 0      | 4      | 26     | 19     | 0      | 43     | 0      | 14     | 3      | 0,271  | 0,313  | 0,370  | 0,682  |
| 2013           | BOS            | 134    | 636    | 577    | 92     | 172    | 48     | 246    | 31     | 8      | 9      | 53     | 47     | 3      | 92     | 5      | 52     | 4      | 0,298  | 0,355  | 0,426  | 0,781  |
| 2014           | NYY            | 149    | 635    | 575    | 71     | 156    | 48     | 241    | 27     | 5      | 16     | 70     | 49     | 5      | 93     | 3      | 39     | 5      | 0,271  | 0,328  | 0,419  | 0,747  |
| 2015           | NYY            | 111    | 501    | 452    | 66     | 116    | 24     | 156    | 15     | 2      | 7      | 33     | 35     | 1      | 86     | 7      | 21     | 9      | 0,257  | 0,318  | 0,345  | 0,663  |
| 2016           | NYY            | 148    | 626    | 551    | 71     | 145    | 38     | 206    | 24     | 5      | 9      | 56     | 54     | 1      | 84     | 2      | 20     | 8      | 0,263  | 0,330  | 0,374  | 0,703  |
| 2017           | NYY            | 112    | 409    | 356    | 65     | 94     | 31     | 143    | 20     | 4      | 7      | 39     | 41     | 3      | 63     | 5      | 22     | 3      | 0,264  | 0,348  | 0,402  | 0,750  |
| 2018           | NYY            | Skadad | Skadad | Skadad | Skadad | Skadad | Skadad | Skadad | Skadad | Skadad | Skadad | Skadad | Skadad | Skadad | Skadad | Skadad | Skadad | Skadad | Skadad | Skadad | Skadad | Skadad |
| 2019           | NYY            | Skadad | Skadad | Skadad | Skadad | Skadad | Skadad | Skadad | Skadad | Skadad | Skadad | Skadad | Skadad | Skadad | Skadad | Skadad | Skadad | Skadad | Skadad | Skadad | Skadad | Skadad |
| Totalt (11 år) | Totalt (11 år) | 1 235  | 5 375  | 4 846  | 749    | 1 376  | 392    | 2 023  | 241    | 47     | 104    | 512    | 399    | 19     | 737    | 46     | 343    | 71     | 0,284  | 0,342  | 0,417  | 0,760  |

     = Bäst i Major League Baseball
     = Bäst i American League
     = Sämst i Major League Baseball
     = Sämst i American League

#### Slutspelet
| År            | Klubb         | G  | PA  | AB  | R  | H  | XBH | TB | 2B | 3B | HR | RBI | BB | IBB | SO | HBP | SB | CS | AVG   | OBP   | SLG   | OPS   |
| ------------- | ------------- | -- | --- | --- | -- | -- | --- | -- | -- | -- | -- | --- | -- | --- | -- | --- | -- | -- | ----- | ----- | ----- | ----- |
| 2007          | BOS           | 11 | 28  | 25  | 8  | 9  | 4   | 13 | 4  | 0  | 0  | 4   | 3  | 1   | 3  | 0   | 2  | 0  | 0,360 | 0,429 | 0,520 | 0,949 |
| 2008          | BOS           | 8  | 36  | 32  | 2  | 6  | 3   | 9  | 3  | 0  | 0  | 7   | 3  | 0   | 5  | 0   | 3  | 1  | 0,188 | 0,250 | 0,281 | 0,531 |
| 2009          | BOS           | 3  | 13  | 12  | 2  | 3  | 1   | 5  | 0  | 1  | 0  | 0   | 0  | 0   | 2  | 0   | 0  | 0  | 0,250 | 0,250 | 0,417 | 0,667 |
| 2013          | BOS           | 16 | 71  | 64  | 14 | 22 | 5   | 28 | 4  | 1  | 0  | 6   | 7  | 1   | 14 | 0   | 6  | 1  | 0,344 | 0,408 | 0,438 | 0,846 |
| 2015          | NYY           | 1  | 1   | 1   | 0  | 0  | 0   | 0  | 0  | 0  | 0  | 0   | 0  | 0   | 0  | 0   | 0  | 0  | 0,000 | 0,000 | 0,000 | 0,000 |
| 2017          | NYY           | 6  | 12  | 9   | 1  | 0  | 0   | 0  | 0  | 0  | 0  | 0   | 2  | 0   | 3  | 0   | 0  | 0  | 0,000 | 0,182 | 0,000 | 0,182 |
| Totalt (6 år) | Totalt (6 år) | 45 | 161 | 143 | 27 | 40 | 13  | 55 | 11 | 2  | 0  | 17  | 15 | 2   | 27 | 0   | 11 | 2  | 0,280 | 0,346 | 0,385 | 0,731 |

## Privatliv
Ellsbury gifte sig 2012 med Kelsey Hawkins, som han träffade när han studerade vid Oregon State University. Paret har två döttrar, Emery född i oktober 2015 och Crew född i februari 2017.
Ellsbury var en av de drabbade i härvan kring Allen Stanfords så kallade ponzibedrägeri, som avslöjades 2009.